# Grignano
Grignano is een plaats (frazione) in de Italiaanse gemeente Triëst in de regio Friuli-Venezia Giulia.